# Vought F-8 Crusader
Vought F-8 Crusader, förkortat F-8 Crusader eller F-8, var ett amerikanskt hangarfartygsbaserat stridsflygplan i USA:s flotta.
F-8 Crusader flög första gången 1955 och 1 261 exemplar tillverkades. Planet användes i Vietnamkriget fram till 1972 då det ersattes av McDonnell Douglas F-4 Phantom II. Det sista planet togs ur tjänst i maj 1976. I Frankrikes flotta användes planet sparsamt och har nu ersatts.

## Bilder

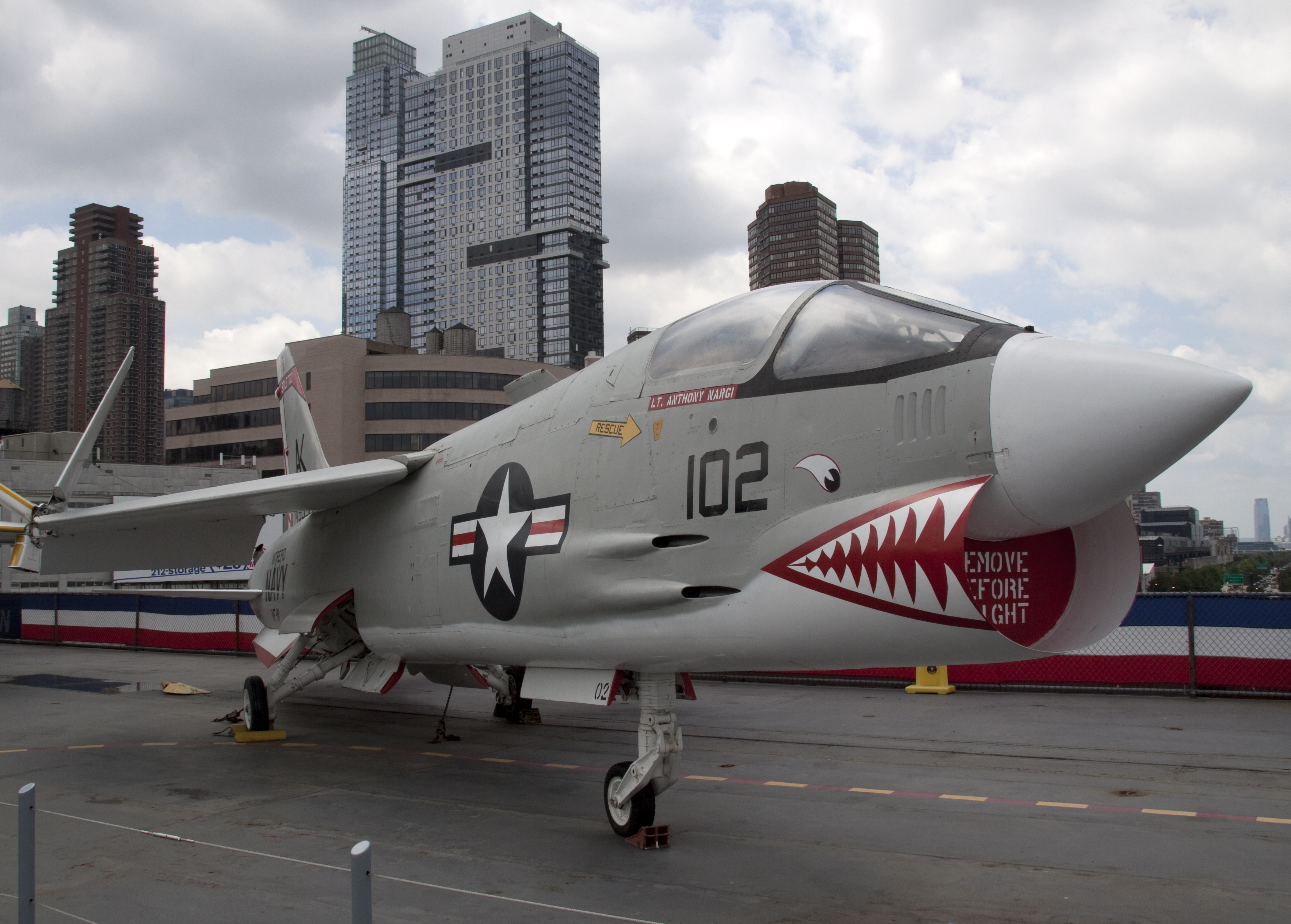
En F-8 med "hajtänder" ombord på museifartyget USS Intrepid (CV-11).
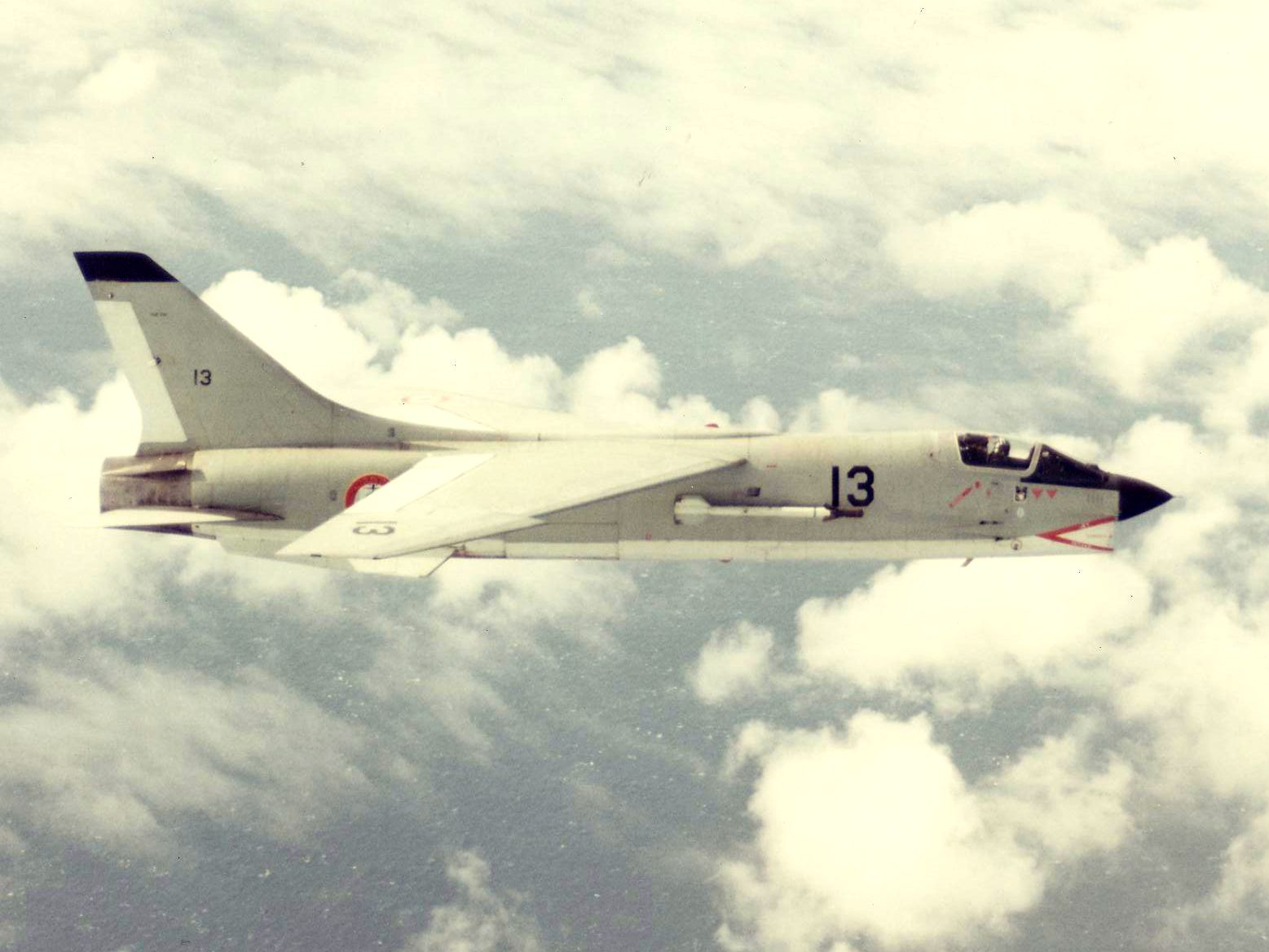
Fransk F-8E.

## Källhänvisningar
Den här artikeln är helt eller delvis baserad på material från engelskspråkiga Wikipedia, Vought F-8 Crusader, 11 november 2020.
Den här artikeln är helt eller delvis baserad på material från tyskspråkiga Wikipedia, Vought F-8, 20 augusti 2020.